# Košarkaška liga Srbije 2011-2012
La Košarkaška liga Srbije 2011-2012 è stata la quinta edizione del massimo campionato serbo di pallacanestro maschile. La vittoria finale è stata ad appannaggio del Partizan.

## Regular season

### Classifica Prva liga
|     | Squadra                     | G  | V  | P  | PF    | PS    | Diff | Pt. | Qualificazione                         |
| --- | --------------------------- | -- | -- | -- | ----- | ----- | ---- | --- | -------------------------------------- |
| 1.  | Vojvodina Srbijagas         | 26 | 23 | 3  | 2.272 | 1.951 | +321 | 49  | superliga                              |
| 2.  | Radnički Belgrado           | 26 | 19 | 7  | 2.168 | 2.065 | +103 | 45  | superliga                              |
| 3.  | Radnički Basket Belgrado    | 26 | 17 | 9  | 2.065 | 1.920 | +145 | 43  | superliga                              |
| 4.  | Mega Vizura Belgrado        | 26 | 17 | 9  | 2.133 | 2.070 | +63  | 43  | superliga                              |
| 5.  | OKK Belgrado                | 26 | 15 | 11 | 2.018 | 1.917 | +101 | 41  |                                        |
| 6.  | Tamiš Pančevo               | 26 | 15 | 11 | 1.892 | 1.878 | +14  | 41  |                                        |
| 7.  | Smederevo 1953              | 26 | 14 | 12 | 2.174 | 2.179 | -5   | 40  |                                        |
| 8.  | Sloga Kraljevo              | 26 | 13 | 13 | 2.066 | 2.133 | -67  | 39  |                                        |
| 9.  | Borac Čačak                 | 26 | 12 | 14 | 1.898 | 1.869 | +29  | 38  |                                        |
| 10. | Sloboda Užice               | 26 | 11 | 15 | 1.930 | 2.041 | -111 | 37  |                                        |
| 11. | Metalac Valjevo             | 26 | 10 | 16 | 1.959 | 2.045 | -86  | 36  |                                        |
| 12. | Napredak Rubin Kruševac     | 26 | 8  | 18 | 1.986 | 2.088 | -102 | 34  | retrocesse in Košarkaška liga Srbije B |
| 13. | Železničar Inđija           | 26 | 6  | 20 | 2.034 | 2.148 | -114 | 32  | retrocesse in Košarkaška liga Srbije B |
| 14. | Proleter Naftagas Zrenjanin | 26 | 2  | 24 | 1.924 | 2.215 | -291 | 28  | retrocesse in Košarkaška liga Srbije B |

### Classifica Superliga
|    | Squadra                    | G  | V  | P  | PF    | PS    | Diff | Pt. | Qualificazione |
| -- | -------------------------- | -- | -- | -- | ----- | ----- | ---- | --- | -------------- |
| 1. | Partizan mt:s Belgrado     | 14 | 12 | 2  | 1.196 | 976   | +220 | 26  | playoffs       |
| 2. | Radnički Kragujevac        | 14 | 10 | 4  | 1.170 | 1.134 | +36  | 24  | playoffs       |
| 3. | Stella Rossa DIVA Belgrado | 14 | 9  | 5  | 1.137 | 1.050 | +87  | 23  | playoffs       |
| 4. | Vojvodina Srbijagas        | 14 | 7  | 7  | 1.158 | 1.148 | +10  | 21  | playoffs       |
| 5. | Radnički Basket Belgrado   | 14 | 5  | 9  | 1.076 | 1.154 | -78  | 19  |                |
| 6. | Mega Vizura Belgrado       | 14 | 5  | 9  | 1.185 | 1.242 | -57  | 19  |                |
| 7. | Radnički Belgrado          | 14 | 4  | 10 | 1.111 | 1.197 | -86  | 18  |                |
| 8. | Hemofarm STADA Vršac       | 14 | 4  | 10 | 1.103 | 1.235 | -132 | 18  |                |

## Playoffs
|  | Semifinali          | Semifinali          | Semifinali   |              |          | Finale   | Finale | Finale |  |
|  |                     |                     |              |              |          |          |        |        |  |
|  | Partizan            | Partizan            | 2            |              |          |          |        |        |  |
|  | Partizan            | Partizan            | 2            |              |          |          |        |        |  |
|  | Vojvodina           | Vojvodina           | 1            |              |          |          |        |        |  |
|  | Vojvodina           | Vojvodina           | 1            |              | Partizan | Partizan | 3      |        |  |
|  |                     |                     |              |              | Partizan | Partizan | 3      |        |  |
|  |                     |                     | Stella Rossa | Stella Rossa | 1        |          |        |        |  |
|  | Radnički Kragujevac | Radnički Kragujevac | Stella Rossa | Stella Rossa | 1        | 1        |        |        |  |
|  | Radnički Kragujevac | Radnički Kragujevac |              |              |          |          |        |        |  |
|  | Stella Rossa        | Stella Rossa        | 2            |              |          |          |        |        |  |

| Košarkaška liga Srbije 2011-2012 |
| -------------------------------- |
| Partizan 6º titolo               |

## Formazione vincitrice
| N° | Naz.                  | Ruolo | Sportivo             |  | Alt. |  |
| -- | --------------------- | ----- | -------------------- |  | ---- |  |
| 5  | Serbia (bandiera)     | G     | Nikola Pešaković     |  | 193  |  |
| 7  | Serbia (bandiera)     | G     | Dušan Kecman         |  | 198  |  |
| 8  | Serbia (bandiera)     | C     | Miroslav Raduljica   |  | 213  |  |
| 10 | Serbia (bandiera)     | G     | Nemanja Jaramaz      |  | 201  |  |
| 11 | Serbia (bandiera)     | A     | Vladimir Lučić       |  | 202  |  |
| 12 | Serbia (bandiera)     | GA    | Dragan Milosavljević |  | 198  |  |
| 13 | Serbia (bandiera)     | G     | Bogdan Bogdanović    |  | 198  |  |
| 14 | Serbia (bandiera)     | AC    | Raško Katić          |  | 208  |  |
| 17 | Slovacchia (bandiera) | AG    | Michal Čekovský      |  | 206  |  |
| 18 | Serbia (bandiera)     | C     | Nemanja Bešović      |  | 219  |  |
| 20 | Serbia (bandiera)     | G     | Petar Božić          |  | 197  |  |
| 22 | Serbia (bandiera)     | A     | Marko Čakarević      |  | 202  |  |
| 25 | Serbia (bandiera)     | AG    | Milan Mačvan         |  | 205  |  |
| 31 | Serbia (bandiera)     | AG    | Branislav Đekić      |  | 207  |  |
| 33 | Serbia (bandiera)     | P     | Danilo Anđušić       |  | 197  |  |
| 44 | Lettonia (bandiera)   | AP    | Dāvis Bertāns        |  | 208  |  |
|    | Serbia (bandiera)     | All.  | Vlada Jovanović      |  |      |  |

## Premi e riconoscimenti
- MVP regular season:  Miloš Dimić, Radnički Basket
- MVP playoffs:  Omar Thomas, Stella Rossa